# Юинг, Уильям
Уильям Ли Дэвидсон Юинг (англ. William Lee Davidson Ewing, 31 августа 1795 г.) – 25 марта 1846) — американский политик, работал неполные сроки в качестве пятого губернатора штата Иллинойс и сенатора США.

## Биография
Юинг родился в Парисе штата Кентукки 31 августа 1795 года. Занимался юридической практикой в Шоунитауне штата Иллинойс. В 1820 году Джеймс Монро назначил его управляющим земельной конторой в Вандалии. Юинг женился на Кэролайн Берри (англ. Caroline L. Berry) 3 мая 1827 года.
Юинг служил полковником «Шпионского батальона» (англ. Spy Battalion) во время войны Черного Ястреба. В 1830 году он был избран на должность спикера Палаты представителей штата. Ранее он был её клерком. С 1832 по 1834 год он был сенатором штата, исполняющим обязанности временного руководителя Сената штата в 1832 году. В 1833 году он также был назначен исполняющим обязанности вице-губернатора Иллинойса и занимал пост губернатора Иллинойса в течение пятнадцати дней в 1834 году, что стало самым коротким губернаторским сроком в истории Иллинойса.
В 1835 году после смерти Элиаса Кейна Джозеф Дункан назначил Юинга на оставшуюся часть срока полномочий Кейна в Сенате Соединённых Штатов Америки. В 1838 году он был назначен комиссаром по урегулированию претензий метисов и торговцев в Форт-Снеллинге в соответствии с Дакотским договором 1837 года. Его предвыборная кампания не увенчалась успехом, и Юинг вернулся в Палату представителей штата Иллинойс, снова став её спикером.
Юинг умер у себя дома в Спрингфилде штата Иллинойс 25 марта 1846 года.